# Os bru d'Ungava
Ursus arctos ungavaesis (os bru d'Ungava) és una subespècie extinta d'os bru (Ursus arctos) que va habitar els boscos del nord de Quebec i les penínsules de Labrador i Ungava fins a inicis del segle xx, pel que també és conegut com a "ós bru de Labrador" o "grizzly de Labrador-Ungava" Els informes de la seva existència eren dubtosos, en el millor dels casos, fins que l'antropòleg Steven Cox va descobrir un crani al 1975.

## Distribució
L'os bru d'Ungava es va distribuir originalment a la part nord de la península de Labrador coneguda com la península d'Ungava a les províncies canadenques de Quebec i Labrador. El seu hàbitat era similar al d'altres grizzlies, inclosos els boscos boreals i la tundra.

## Descobriment
Fins que es va descobrir evidència concreta, al 1975, que suggereix la seva existència, els biòlegs generalment van descartar la idea que un os bru havia habitat al nord del Quebec. Fins aleshores, els informes d'ossos bruns de 1900 a 1950 s'havien considerat com a pertanyents a l'espècie os negre americà.

### Primeres evidències
Una de les primeres proves que recolzen l'existència d'un os bru al Labrador és un mapa de la regió dibuixat el 1550 pel cartògraf francès Pierre Desceliers, que representa a tres ossos a la costa. Un os és blanc (os polar), mentre que els altres dos són marrons.

A la fi del 1700, el comerciant de l'àrea de Labrador George Cartwright va escriure en el seu diari sobre un os amb marques consistents amb les dels joves ossos bruns:
Les bèsties són ossos blancs i negres (d'aquests últims em diuen que n'hi ha de dos tipus, un dels quals té un anell blanc al voltant del coll ... "Són molt feroços" ...

- George Cartwright
Els informes dels caçadors de pells dels llocs de la missió local de Moravia indiquen que les pells d'ossos bruns es van registrar regularment des de la dècada de 1830 fins a la de 1850.

### Evidències fotogràfiques
La primera evidència fotogràfica d'ossos al Labrador data de 1910. L'etnòloeg i explorador nord-americà William Brooks Cabot va realitzar diverses visites a la regió entre 1899 i 1925, estudiant al poble innu. Mentre estava en una expedició en canoa amb caçadors Innu, Cabot es va topar i va fotografiar un crani d'os muntat en un pal. En examinar aquesta fotografia i comparar-la amb altres cranis d'ossos, els antropòlegs de Harvard Arthur Spiess i Stephen Loring van concloure al 2007 que el crani pertanyia a un petit os bru.

### Excavació a Okak
A l'estiu de 1975, l'antropòleg d'Harvard Steven Cox va descobrir un petit crani d'os mentre excavava un abocador d'escombraries inuit a l'illa de Okak, a Labrador. La mostra consta d'un crani gairebé complet, així com diversos molars. El crani és propietat de la província de Terranova i actualment es troba en el Museu de Terranova. En estudiar el desgast dels molars, Cox va determinar que el crani pertanyia a un os bru femella, adult però petit. El descobriment de més ossos d'os a l'àrea és poc probable, a causa de la pràctica Innu de consumir, utilitzar o de qualsevol altra forma desfer-se de cada part dels animals caçats.

## Extinció
No se sap exactament quan es va extingir l'os bru d'Ungava, però els informes dels seus albiraments van disminuir lentament al llarg dels segles XIX i XX, i la població probablement es va extingir en l'última part del segle xx, almenys en part a causa de la persecució pels caçadors de pells.